# Mr. Wiggles
 (février 2022).
Mr. Wiggles est un danseur debout, membre du Rock Steady Crew et des Electric Boogaloos. Son style de danse est principalement le popping. Il a même été juge au Juste debout 2008. Il est assez régulièrement en France afin de donner des stages.